# Zoologia vertebratelor
Zoologia vertebratelor este ramura zoologiei ce se ocupă cu studiul animalelor vertebrate, dezvoltarea lor și mediul lor de trai. Animalele vertebrate sunt cele mai dezvoltate dintre speciile de animale. Ele au toate sistemele de organe dezvoltate și s-au adaptat la toate mediile de viață. Ele mai sunt numite cordate. Din acest grup fac parte: Peștii, amfibiile, reptilele, păsările, mamiferele. Spre deosebire de nevertebrate, acestea au coloană vertebrală și un endoschelet osos bine dezvoltat, la cele mai simple vertebrate este sub formă de o coardă. Sistemul nervos central este alcătuit din creier și măduva spinării. Sistemul circular este unul închis, iar inima se află lângă plămâni. Vertebratele se împart la rândul lor în acraniate și craniate. În natură sunt peste 50000 de mii de specii de vertebrate.